# Cinémathèque royale de Belgique
Une proposition de fusion est en cours entre Cinémathèque royale de Belgique et CINEMATEK.
Ne doit pas être confondu avec Cinémathèque du ministère de la communauté française de Belgique.
La Cinémathèque royale de Belgique (en néerlandais Koninklijk Belgisch Filmarchief) est une fondation  privée fondée en 1938 par Henri Storck, André Thirifays et Pierre Vermeylen. Elle est aussi l'un des établissements scientifiques fédéraux (ESF), avec une orientation, une dimension culturelle. En 2024, elle reçoit une dotation fédérale annuelle de 3 300 000 euros.
La Cinémathèque royale a pour objet :
- de constituer et conserver une collection de films possédant un intérêt esthétique, technique et historique permanent,
- de réunir une documentation la plus large possible ayant trait à l'art cinématographique et
- d'assurer, dans un but d'intérêt esthétique et scientifique, la consultation de ces films et documents.

## Histoire
En 1997, elle était la cinémathèque la plus importante d'Europe (35 000 titres conservés dans un état exceptionnel). C'est l’une des plus belles collections au monde. Mais aussi l’une des plus floues et des plus menacées.
Elle a eu pour conservateurs Jacques Ledoux de 1948 à 1988, puis Gabrielle Claes (Prix du mérite du cinéma flamand) jusqu'au premier octobre 2011 quand Wouter Hessels, désigné à ce poste le 16 juin 2011 par le Conseil d'Administration de la Fondation Cinémathèque royale de Belgique (dont Éric De Keuleneer est président et Stijn Coninx vice-président), avait pris ses fonctions pour un mandat de six ans. Deux mois plus tard, Wouter Hessels démissionne. Le 15 décembre, Nicola Mazzanti, venant de la cinémathèque de Bologne et décrit comme un passionné d'archivage numérique, est désigné conservateur par le Conseil d’Administration de la Cinémathèque royale. L'Italien, controversé pour une accumulation de problèmes managériaux ou relationnels et surtout le démantèlement du laboratoire photo-chimique où étaient développées les copies de films sur pellicules (matériel qu'il avait promis à son ancien employeur), est remplacé le 12 mars 2020 par le producteur flamand Tomas Leyers, bio-ingénieur forestier de formation, sans expérience en matière d'archivage. 
La Cinémathèque a le statut d'établissement d'utilité publique, mais au statut juridique de fondation privée. Elle est membre de la Fédération Internationale des Archives du Film qui regroupe les cinémathèques les plus importantes sur le plan international. C'est un organisme biculturel subventionné par le gouvernement fédéral (en 2016, la Cinémathèque recevait annuellement 2 620 000 euros du budget de la politique scientifique), la Loterie nationale et l'Europe,. En 2024, la Cinémathèque royale reçoit une dotation fédérale annuelle de 3 300 000 €. Elle s'adresse aux communautés linguistiques francophone et néerlandophone.

## Missions

### Conservation
La Cinémathèque donne priorité absolue aux travaux élémentaires liés à la conservation des collections acquises : magasinage, pré-inventaire sur la nature et l'état physique des films, métrage, classement physique, tirage des contretypes de préservation et de positifs de projection, construction, aménagement, climatisation et entretien des dépôts.

#### Problèmes liés à la conservation
Le nitrate
La majorité des films réalisés jusqu'en 1951 ont été fabriqués sur une pellicule à base de nitrate, extrêmement inflammable. À cause de ce risque, ces films furent entreposés séparément et la Cinémathèque entreprit de les recopier sur pellicule de sécurité, opération complètement achevée.
Le syndrome du vinaigre
Et, d'ailleurs, au bout de quelques décennies, un des constituants du support de ces films se décompose inéluctablement, ce qui se révèle par une odeur de vinaigre. En recopiant les films sur une pellicule stable à base de plastifiant, on sauvait donc des œuvres qui, sans cela, auraient disparu.
La couleur
Pour éviter la dépigmentation des films couleurs, ceux-ci doivent être conservés dans des chambres froides.
Les supports d'avenir
Plus de cent ans après l'invention du cinéma, il apparaît pour certains que la conservation et la sauvegarde des films passera par leur numérisation. Plusieurs problèmes se posent :
- le coût reste exorbitant,
- la longévité des films numérisés n'est pas connue,
- les normes techniques restent à harmoniser,
- la question des droits d'auteur doit être réglée,
- le spectre colorimétrique n'est pas le même en numérique que sur le support d'origine. D'autres modifications peuvent se produire de manière volontaire ou involontaire (ajout de contraste, netteté accrue, grain atténué, etc.)

### Restauration
Dans le cas où la Cinémathèque possède plusieurs copies d'un même film, un travail de comparaison et de réfection (décollage, nettoyage, dérayage, réparations des perforations, etc.) doit être entrepris pour reconstituer une copie d'archive aussi fidèle que possible à l'œuvre originale.
Certains films - principalement parmi les muets - parviennent à la Cinémathèque sous une forme lacunaire ou problématique (sans titre original, sans générique, dans un état précaire). Dans ce cas il faut identifier le film, restituer son origine, son métrage original, ses intertitres etc. La reconstitution d'un film peut nécessiter de rassembler des matériels éparpillés à travers le monde et d'effectuer des recherches dans des fonds de documentation filmographique.

### Dépôts de films et laboratoire

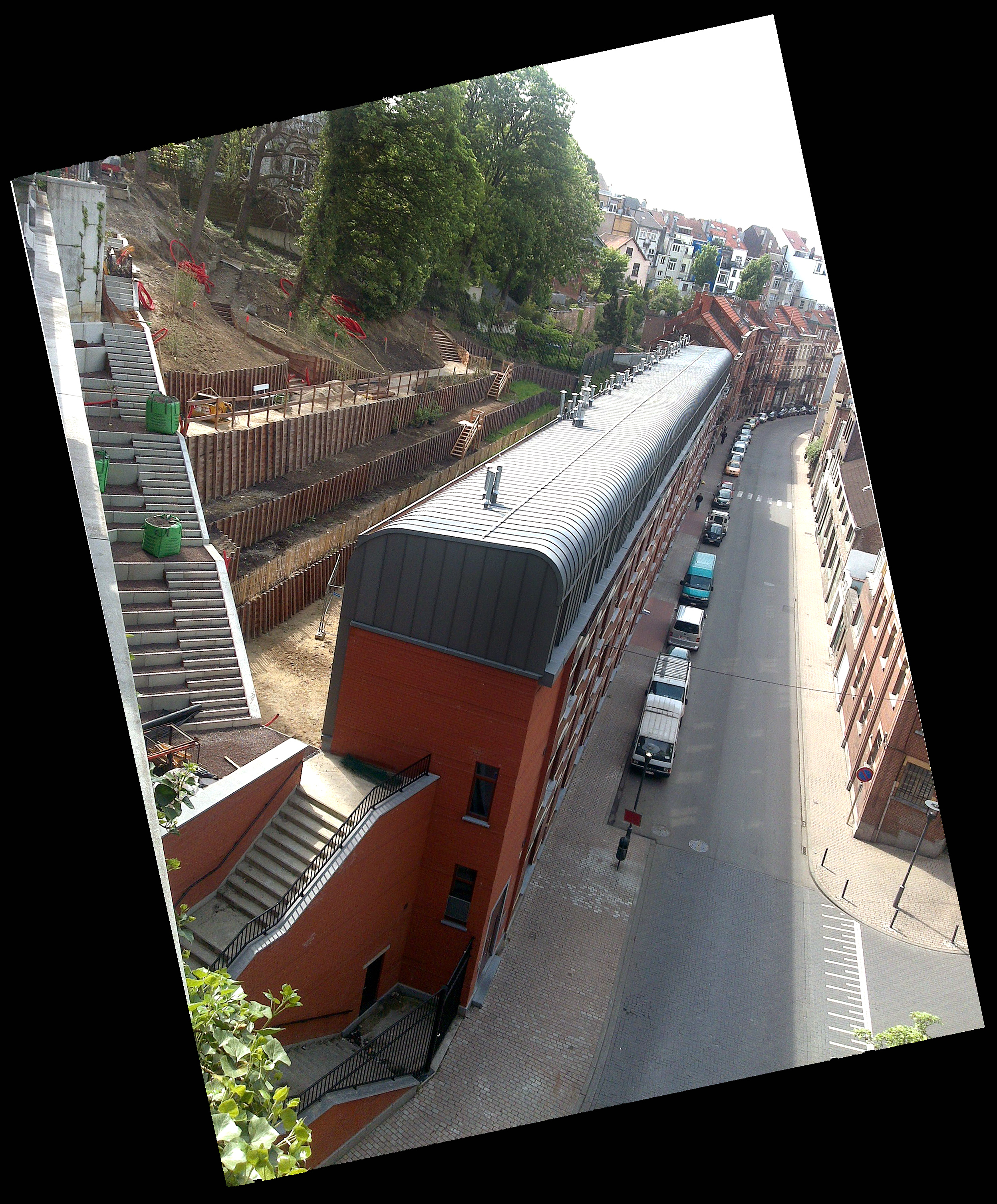
Quartier du dépôt principal et du laboratoire (démantelé)

La Cinémathèque possédait son propre laboratoire où étaient effectués les travaux de restauration (du moins pour les films noir et blanc), y compris le tirage de copies. Cependant, en 2020, le laboratoire est démantelé par la direction. Et sur le point d'être vendu.
Priorité est donnée à la restauration du patrimoine cinématographique belge.
À Ixelles (rue Gray) et à Namur (Citadelle) sont conservées les collections sur 13 000 mètres carrés à la température de cinq degrés. Au total, 150 000 copies et négatifs de 71 000 titres en 35mm, 16mm, 8mm, 9,5mm et Pathé Kok, du Blu-ray, DCP, U-matic, VHS ou Betacam. C'est là qu'ont lieu identifications, évaluations de l'état des copies, inventaires, restaurations des perforations, préparations des copies pour les projections, calibrages et réparations de machines et numérisations.

### Projections

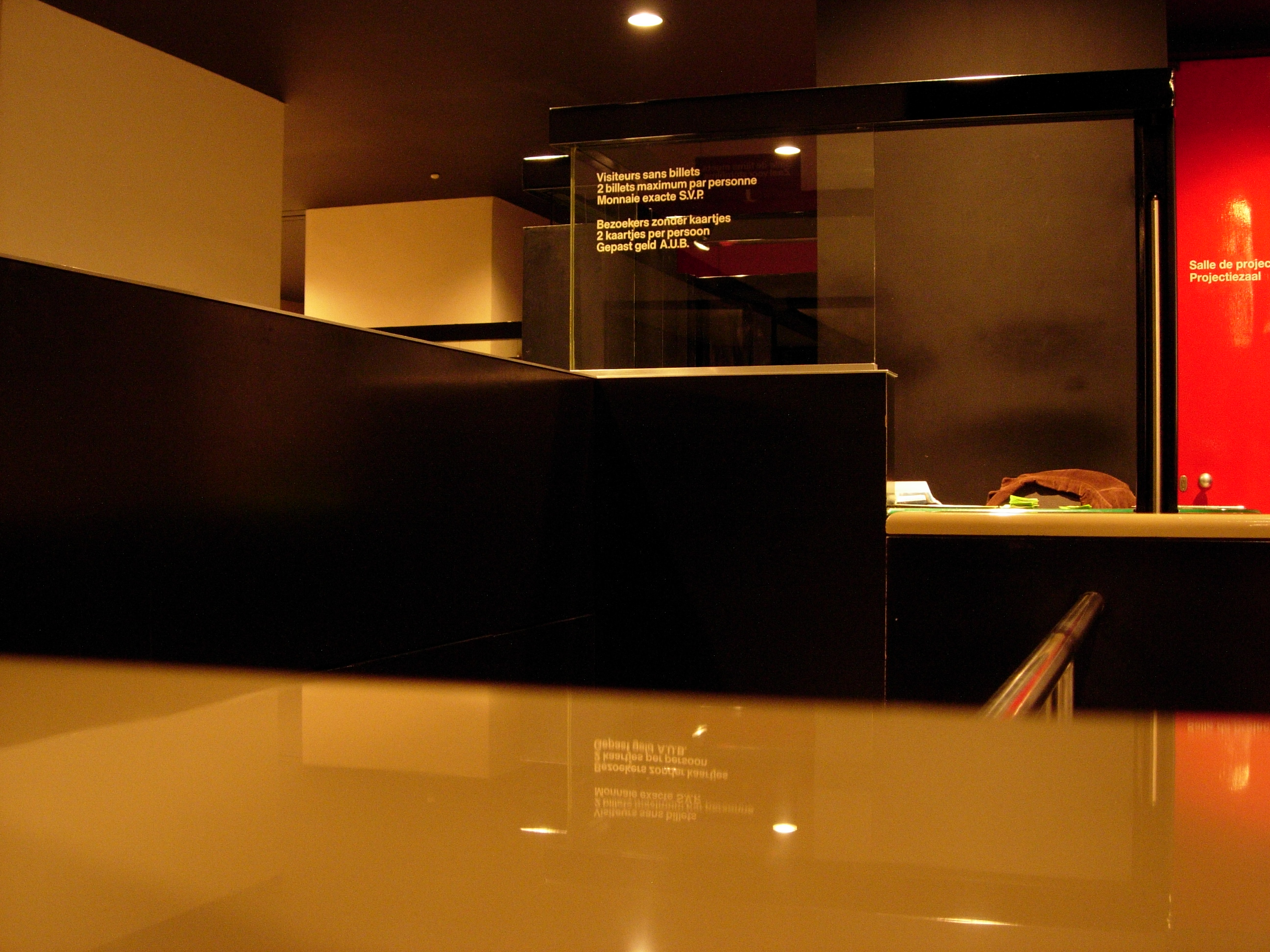
Entrée de l'ancienne salle de projection des films sonores (1962-2006)

Toute projection expose un film à la friction mécanique d'une machine et risque de l'endommager ou de le détruire. Idéalement, les films ne peuvent être projetés avant qu'une matrice négative en soit réalisée qui en permettrait la reproduction en cas d'accident. La cinémathèque a pu protéger une part importante de ses collections rendant ainsi possible la projection des films.
Le plus souvent, la Cinémathèque est dépositaire des films sans posséder les droits de représentation qui y sont attachés. Il serait absurde de conserver une collection de films qui ne peut être montrée. Grâce à ses bons rapports avec l'industrie du cinéma, la Cinémathèque a obtenu le droit de projeter les films dans des contextes non commerciaux : culturel, pédagogique, scientifique. C'est dans cette perspective que le Musée du cinéma a été créé en 1962 au sein du Palais des beaux-arts de Bruxelles.
Le Musée du cinéma, rebaptisé Cinematek en 2009, sert de vitrine à la Cinémathèque puisque la grande majorité des films projetés proviennent de ses collections.

## Centre de documentation et bibliothèque

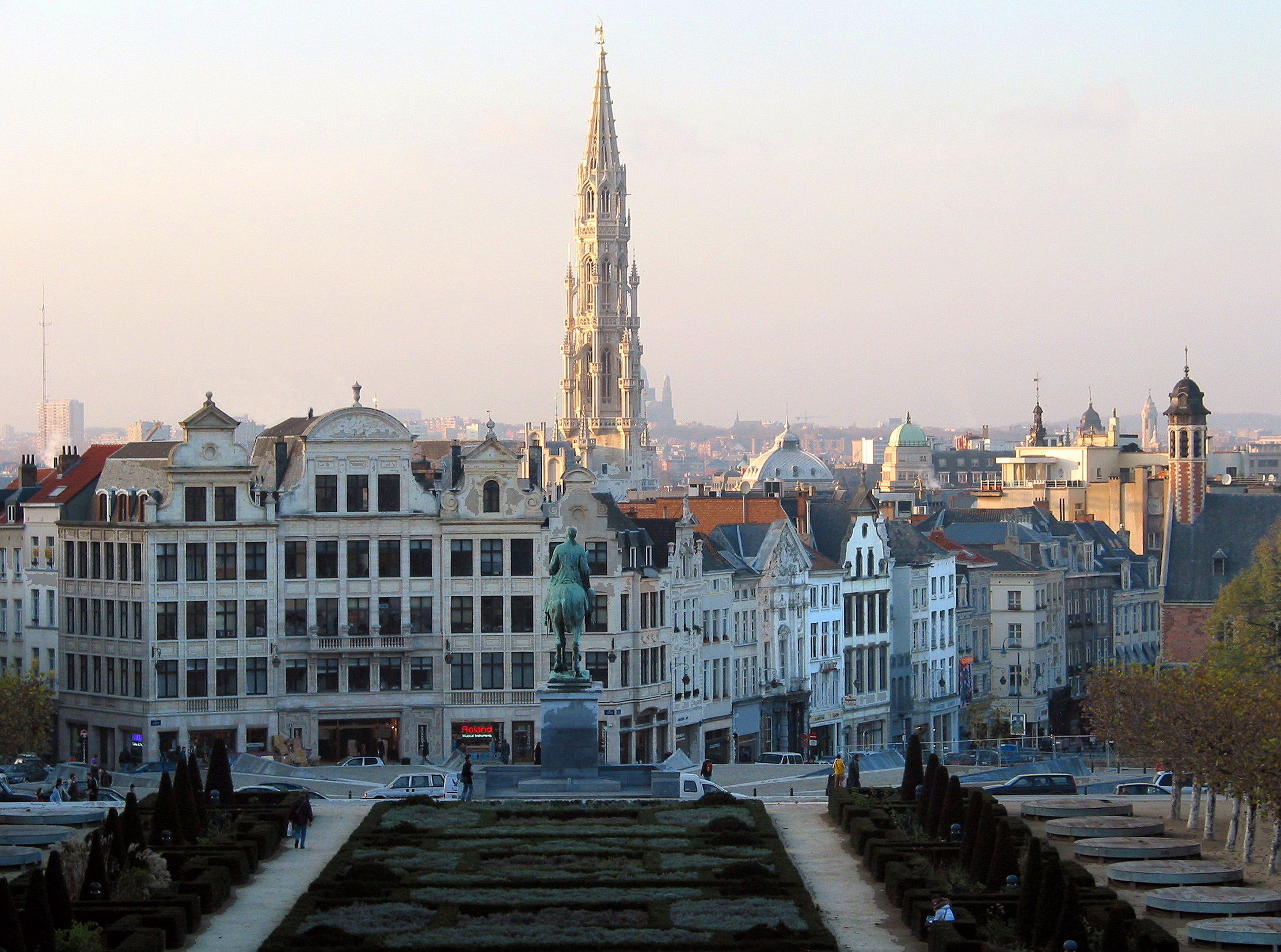
La bibliothèque est située sur le Mont des Arts, comme les salles de projection

Au 3 rue Ravenstein, sur le Mont des Arts à Bruxelles, le centre de documentation de la cinémathèque conserve revues internationales,  55 000 livres, 700 000 photographies, 3 000 000 de coupures de presse, des affiches, catalogues de festivals, scénarios de tournage et des fonds d'archive.

## Prix de l’Âge d’or
Chaque année de 1973 à 2015, la Cinémathèque décerne le Prix de l’Âge d’or à un film qui « par l’originalité, la singularité de son propos et de son écriture, s’écarte délibérément des conformismes cinématographiques. »

## Édition DVD
De 2002 à 2021, la Cinémathèque royale de Belgique a édité des DVD, notamment consacrés à l'œuvre d'André Delvaux ou à l'avant-garde belge des années 1927-37 (Henri Storck, Charles Dekeukeleire, Henri d'Ursel et Ernst Moerman,.)

## Livre
75000 films, textes écrits par David Bordwell, Eric de Kuyper et Dominique Païni.

### Note
1. ↑  En cumulant subvention de la Politique scientifique (Belspo) et de la Loterie nationale, l’aide publique fédérale s'élevait, en 2016, aux alentours des trois millions d'euros.